# Hvor er Coletti?
Hvor er Coletti? er en tysk stumfilm fra 1913 af Max Mack.

## Medvirkende
- Hans Junkermann som Jean Coletti.
- Madge Lessing som Lolotte.
- Heinrich Peer som Anton.
- Anna Müller-Lincke.
- Hans Stock som Edgar.